# James Burrill

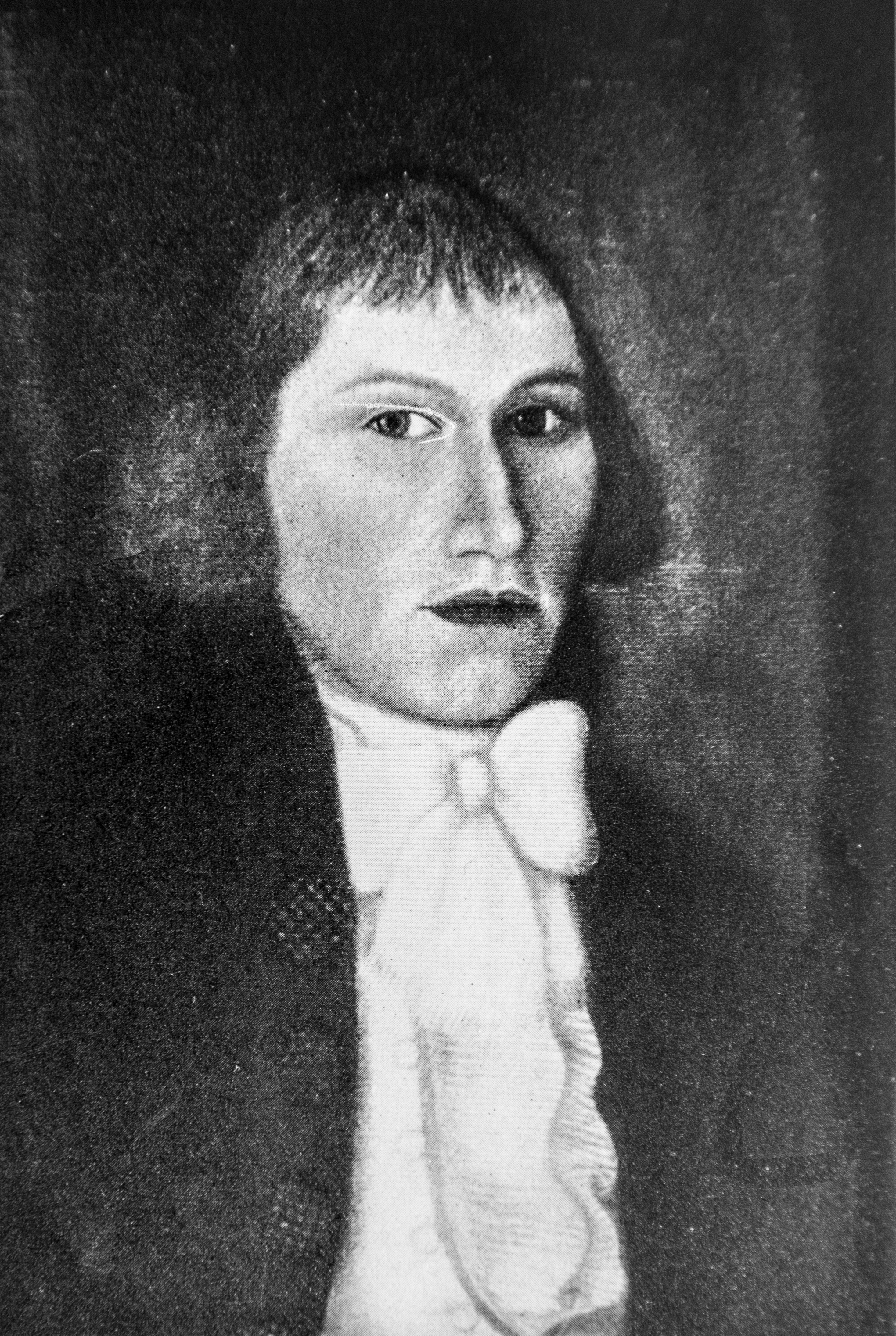
James Burrill

James Burrill Jr. (* 25. April 1772 in Providence, Colony of Rhode Island and Providence Plantations; † 25. Dezember 1820 in Washington, D.C.) war ein US-amerikanischer Politiker (Föderalistische Partei), der den Bundesstaat Rhode Island im US-Senat vertrat.
James Burrill graduierte 1788 am Rhode Island College in seiner Heimatstadt Providence, der heutigen Brown University. Er studierte die Rechtswissenschaften, wurde 1791 Mitglied der Anwaltskammer und arbeitete danach als Jurist in Providence. Von 1797 bis 1814 fungierte er als Attorney General des Staates Rhode Island, dessen Repräsentantenhaus er zwischen 1813 und 1816 angehörte, davon drei Jahre als Speaker. 1816 wurde Burrill zum obersten Richter am Rhode Island Supreme Court ernannt.
Noch im selben Jahr erfolgte die Wahl in den US-Senat, in den James Burrill am 4. März 1817 einzog. In der Folge stand er unter anderem dem Justizausschuss des Senats vor. Er starb jedoch noch während seiner Amtszeit am 25. Dezember 1820 in Washington. Zu Burrills Ehren wurde ein Trauergottesdienst im Sitzungssaal des Senats abgehalten; die Beisetzung erfolgte auf dem Kongressfriedhof.
Die Stadt Burrillville in Rhode Island wurde nach James Burrill benannt. Sein Urenkel Theodore F. Green vertrat den Bundesstaat zwischen 1937 und 1961 ebenfalls im US-Senat; zuvor war er von 1933 bis 1937 dessen Gouverneur gewesen.